# Synagoga Szlamy Lebentala w Łodzi (ul. Kamienna 6)
Synagoga Szlamy Lebentala w Łodzi – prywatny dom modlitwy znajdujący się w Łodzi przy ulicy Kamiennej 6.
Synagoga została zbudowana w 1898 roku z inicjatywy Szlamy Lebentala. Podczas II wojny światowej Niemcy zdewastowali synagogę.